# Харченко Раїса Василівна
Раї́са Васи́лівна Ха́рченко (1923, селище Уразово, тепер Валуйського району Бєлгородської області, Російська Федерація — ?) — українська радянська діячка, інженер із експлуатації, начальник ремонтно-конструкторського відділу Зуївської державної районної електричної станції Сталінської області. Депутат Верховної Ради УРСР 2—3-го скликань.

## Біографія
Народилася у родині селянина-бідняка. У 1938 році вступила до комсомолу. У 1940 році закінчила середню школу та поступила у Московський енергетичний інститут, який закінчила в лютому 1946 року. Здобула спеціальність інженера-теплоенергетика.
З 1946 року — помічник машиніста турбіни, інженер із експлуатації, а з листопада 1950 року — начальник ремонтно-конструкторського відділу Зуївської державної районної електричної станції (ДРЕС) Сталінської області.
Була активним комсомольським робітником. Вибиралася секретарем цехової комсомольської організації, членом комітету комсомолу Зуївської ДРЕС.
Член ВКП(б) з 1948 року.